# Тренчард, Хью, 3-й виконт Тренчард
Хью Тренчард, 3-й виконт Тренчард (англ. Hugh Trenchard, 3rd Viscount Trenchard; родился 12 марта 1951 года) — британский дворянин, военный и бизнесмен. В 1987 году он унаследовал титулы своего отца. Он один из девяноста наследственных пэров в Палате лордов, избранный на этот пост после Акта о Палате лордов 1999, где он является консерватором.

## Биография
Родился 12 марта 1951 года. Старший сын Томаса Тренчарда, 2-го виконта Тренчарда (1923—1987), и Патриции Скотт Бейли (1925—2016). Он получил образование в Итонском колледже в Беркшире и в Тринити-колледж, Кембридж, который он окончил со степенью бакалавра в 1973 году. Хью Тренчард служил в 4-м батальоне Royal Green Jackets с 1972 по 1980 год, дослужившись до звания капитана. В 2006 году он стал почетным коммодором 600-й эскадрильи (Лондонский Сити) Королевских вспомогательных ВВС. Он является заместителем лейтенанта Хартфордшира с 2006 года и лейтенантом лондонского Сити с 2016 года. В 2018 году он был назначен старшим советником правительства Её Величества по финансовым услугам Японии.
Виконт Тренчард работал в компании Kleinwort Benson с 1973 по 1996 год, в качестве главного представителя в Японии с 1980 по 1985 год и в качестве директора с 1986 по 1996 год. В Kleinwort Benson International он был генеральным директором токийского филиала с 1985 по 1988 год, президентом с 1988 по 1995 год и заместителем председателя с 1995 по 1996 год. Он был директором Dover Japan Inc с 1985 по 1987 год, ACP Holdings Ltd с 1990 по 1994 год, член Японской ассоциации дилеров по ценным бумагам, а также Японской ассоциации андеррайтеров облигаций с 1994 по 1995 год. От Европейского делового сообщества в Японии он был председателем комитета по ценным бумагам с 1993 по 1995 г. и заместителем председателя его совета. в 1995 году. Тренчард был директором Robert Fleming & Co. с 1996 по 1998 год и Robert Fleming International с 1998 по 2000 год. Он был директором Berkeley Technology Limited (бывшая London Pacific Group Limited) с 1999 по 2010 год. Директор инвестиционного банкинга Mizuho International plc с 2007 по 2012 год и старший советник Mizuho Bank, Ltd с 2013 по 2014 год. Он также был директором AC European Finance Limited с 2001 по 2003 год и Dryden Wealth Management Limited с 2004 по 2005 год. Тренчард также был председателем The Dejima Fund Ltd с 2001 по 2009 год, с 2002 по 2008 год — старшим советником Prudential Financial, а с января по декабрь 2006 года — генеральным директором Европейского фонда и ассоциации по управлению активами. Он был председателем Stratton Street PCC Ltd с 2006 года, директором Lotte Chemical UK Ltd с 2010 года и директором Adamas Finance Asia Ltd с 2017 года. Он был консультантом Optum Health Solutions UK Ltd с 2014 по 2018 год и консультантом Японского банка международного сотрудничества с 2017 года.
В Благотворительном фонде Королевских ВВС, виконт Тренчард был членом совета и попечителем с 1991 по 2003 год, а затем с 2006 по 2013 год. Он также был председателем с 2006 по 2013 год и заместителем председателя с 2014 года. Он был членом совета Японского общества в Великобритании. с 1992 по 1993 год и с 1995 по 2004 год. С 1996 по 2000 год он был его заместителем председателя, а с 2000 по 2004 год его сопредседателем. В период с 1987 по 1995 год он также был членом Японской ассоциации корпоративных руководителей.

## Семья
9 апреля 1975 года Хью Тренчард женился на Фионе Элизабет Моррисон (род. 11 ноября 1954), дочери Джеймса Иэна Моррисона, 2-го барона Маргадейла (1930—2003), и Клэр Барклай (1932—2020). У них двое сыновей и две дочери:
- Достопочтенный Александр Томас Тренчард (р. 26 июля 1978), старший сын и преемник отца. С 2007 года женат на Мире Попкен, от брака с которой у него двое сыновей
- Достопочтенная Кэтрин Клэр Тренчард (р. 2 ноября 1980), муж с 2009 года Томас Эдвард Фрэнсис Берн (р. 1980), от брака с которым у неё две дочери
- Достопочтенный Уильям Джеймс Тренчард (р. 14 мая 1986), женат с 2019 года на Аманде Карлссон
- Достопочтенная Лора Мэри Тренчард (р. 20 декабря 1987), муж с 2018 года Оливер Бенджамин Биркбек (р. 1973).

Леди Тренчард занимала пост верховного шерифа Хартфордшира с 2013 по 2014 год.